# IK Весов
IK Весов (лат. IK Librae), HD 134138 — одиночная переменная звезда в созвездии Весов на расстоянии приблизительно 1659 световых лет (около 509 парсеков) от Солнца. Видимая звёздная величина звезды — от +8,02m до +7,91m.

## Характеристики
IK Весов — красный гигант, пульсирующая медленная неправильная переменная звезда (LB:) спектрального класса M1III.